# Prosadenoporus daguilarensis
Prosadenoporus daguilarensis är en djurart som tillhör fylumet slemmaskar, och som först beskrevs av Gibson och Scott D. Sundberg 1992.  Prosadenoporus daguilarensis ingår i släktet Prosadenoporus och familjen Prosorhochmidae. Inga underarter finns listade i Catalogue of Life.